# 21. Turniej Czterech Skoczni
21. Turniej Czterech Skoczni rozgrywany był od 30 grudnia 1972 do 6 stycznia 1973.
Turniej wygrał  Rainer Schmidt.

## Oberstdorf
Data: 30 grudnia 1972

Państwo:  RFN

Skocznia: Schattenbergschanze

### Wyniki konkursu
| Poz. | Imię i nazwisko       | Narodowość     | Punkty |
| ---- | --------------------- | -------------- | ------ |
| 1.   | Rainer Schmidt        | NRD            | 237,0  |
| 2.   | Hans-Georg Aschenbach | NRD            | 233,5  |
| 3.   | Henry Glaß            | NRD            | 226,2  |
| 4.   | Hans Schmid           | Szwajcaria     | 220,3  |
| 5.   | Manfred Wolf          | NRD            | 215,5  |
| 6.   | Rudolf Höhnl          | Czechosłowacja | 215,0  |
| 7.   | Dietrich Kampf        | NRD            | 210,1  |
| 8.   | Reinhold Bachler      | Austria        | 208,7  |
| 9.   | Esko Rautionaho       | Finlandia      | 208,4  |
| 10.  | Alfred Grosche        | RFN            | 205,4  |

## Garmisch-Partenkirchen
Data: 1 stycznia 1973

Państwo:  RFN

Skocznia: Große Olympiaschanze

### Wyniki konkursu
| Poz. | Imię i nazwisko  | Narodowość     | Punkty |
| ---- | ---------------- | -------------- | ------ |
| 1.   | Rainer Schmidt   | NRD            | 229,1  |
| 2.   | Dietrich Kampf   | NRD            | 222,4  |
| 3.   | Jaromír Liďák    | Czechosłowacja | 217,3  |
| 4.   | Manfred Wolf     | NRD            | 216,8  |
| 5.   | Jochen Danneberg | NRD            | 215,0  |
| 6.   | Henry Glaß       | NRD            | 214,6  |
| 7.   | Walter Steiner   | Szwajcaria     | 214,5  |
| 8.   | Siergiej Boczkow | ZSRR           | 212,7  |
| 9.   | Hiroshi Itakagi  | Japonia        | 209,5  |
| 10.  | Wojciech Fortuna | Polska         | 208,4  |

## Innsbruck
Data: 3 stycznia 1973

Państwo:  Austria

Skocznia: Bergisel

### Wyniki konkursu
| Poz. | Imię i nazwisko       | Narodowość | Punkty |
| ---- | --------------------- | ---------- | ------ |
| 1.   | Siergiej Boczkow      | ZSRR       | 231,9  |
| 2.   | Rainer Schmidt        | NRD        | 228,9  |
| 3.   | Hans-Georg Aschenbach | NRD        | 224,4  |
| 4.   | Walter Steiner        | Szwajcaria | 221,5  |
| 5.   | Hans Schmid           | Szwajcaria | 216,7  |
| 6.   | Yukio Kasaya          | Japonia    | 214,8  |
| 7.   | Tauno Käyhkö          | Finlandia  | 212,1  |
| 8.   | Manfred Wolf          | NRD        | 210,6  |
| 8.   | Tadeusz Pawlusiak     | Polska     | 210,6  |
| 10.  | Hiroshi Itakagi       | Japonia    | 209,6  |

## Bischofshofen
Data: 6 stycznia 1973

Państwo:  Austria

Skocznia: Paul-Ausserleitner-Schanze

### Wyniki konkursu
| Poz. | Imię i nazwisko       | Narodowość     | Punkty |
| ---- | --------------------- | -------------- | ------ |
| 1.   | Rudolf Höhnl          | Czechosłowacja | 234,6  |
| 2.   | Siergiej Boczkow      | ZSRR           | 233,4  |
| 3.   | Hans-Georg Aschenbach | NRD            | 231,8  |
| 4.   | Jaromír Liďák         | Czechosłowacja | 231,2  |
| 5.   | Hiroshi Itakagi       | Japonia        | 230,7  |
| 6.   | Jochen Danneberg      | NRD            | 229,8  |
| 7.   | Karel Kodejška        | Czechosłowacja | 225,1  |
| 8.   | Walter Steiner        | Szwajcaria     | 224,3  |
| 9.   | Manfred Wolf          | NRD            | 223,2  |
| 10.  | Reinhold Bachler      | Austria        | 222,7  |

## Klasyfikacja generalna
| Poz. | Skoczek               | Kraj           | Punkty |
| ---- | --------------------- | -------------- | ------ |
| 1.   | Rainer Schmidt        | NRD            | 914,4  |
| 2.   | Hans-Georg Aschenbach | NRD            | 897,5  |
| 3.   | Siergiej Boczkow      | ZSRR           | 874,2  |
| 4.   | Hans Schmid           | Szwajcaria     | 867,2  |
| 5.   | Manfred Wolf          | NRD            | 866,1  |
| 6.   | Rudolf Höhnl          | Czechosłowacja | 858,9  |
| 7.   | Walter Steiner        | Szwajcaria     | 855,8  |
| 8.   | Henry Glaß            | NRD            | 846,1  |
| 9.   | Hiroshi Itakagi       | Japonia        | 844,8  |
| 10.  | Jochen Danneberg      | NRD            | 841,4  |